# Bassin Aurora
Le bassin sous-glaciaire Aurora est un grand bassin sous-glaciaire de la terre de Wilkes, situé à l'ouest du Dôme Charlie et orienté vers le nord-ouest en direction de la côte, à proximité de la plateforme de glace de Shackleton. Le bassin a été délimité par le programme aéroporté d'échosondage radio SPRI-NSF-DTU, 1967-79, et nommé d'après Aurora, le navire de l'expédition antarctique australasienne, 1911-14, dirigée par Douglas Mawson.
Le bassin sous-glaciaire d'Aurora est en grande partie enfoui sous le niveau de la mer, ce qui le rend vulnérable à l'instabilité des nappes glaciaires marines. Le bassin sous-glaciaire Aurora est drainé en partie par le glacier Totten, qui réagit rapidement à la fonte induite par la remontée des eaux profondes circumpolaires (en) chaudes et pourrait élever le niveau mondial de la mer de plus de 3,5 m. En 2011, un radar à pénétration de glace a permis de créer la première carte topographique à haute résolution du bassin, l'une des dernières régions inexplorées de la Terre. Cette carte révèle certains des plus grands fjords ou chenaux de glace de la planète, à plus de deux kilomètres sous le niveau de la mer,.